# الغرفة العربية للتجارة والصناعة
تأسست الغرفة العربية للتجارة والصناعة في هونغ كونغ في عام 2006 لتعزيز العلاقات التجارية بين هونغ كونغ والصين الكبرى مع العالم العربي. وهي منظمة غير ربحية يرأسها إدوين هيتي.